# Mount Crow
Mount Crow ist ein 893 m hoher Berg im westantarktischen Marie-Byrd-Land. Er ragt in den Ford Ranges unmittelbar östlich des Mount McClung auf.
Kartiert wurde er von Teilnehmern der United States Antarctic Service Expedition (1939–1941). Das Advisory Committee on Antarctic Names benannte ihn 1966 nach Leutnant J. L. Crow von der United States Navy, diensthabender Offizier auf der Byrd-Station im Jahr 1963.